# Двигатель Nissan Y
Nissan Y — бензиновый двигатель внутреннего сгорания, выпускавшийся компанией Nissan с 1965 по 1989 год.

## Y40
Y40 являлся восьмицилиндровым двигателем с клапанным механизмом OHV и водяным охлаждением. Его объём составлял 4,0 л (3988 см3), а диаметр цилиндра и ход поршня — 92 × 75 мм. У двигателя 16 клапанов, а степень сжатия — 9,0:1. Его мощность составляла 195 л. с. при 5000 об/мин, а крутящий момент — 321 Н⋅м при 3200 об/мин.

### Устанавливался на
- 1965—1973 Nissan President[1]
- 1965—1971 Nissan Cedric Patrol Y130

## Y44
Y44 впервые был представлен на Nissan President. Его мощность составляла 200 л. с. при 4800 об/мин, а крутящий момент — 343 Н⋅м при 3200 об/мин. С 1975 года двигатель оснащался инжекторной системой подачи топлива.

### Устанавливался на
- 1974—1989 Nissan President